# Brides-les-Bains
Brides-les-Bains este o comună în departamentul Savoie din sud-estul Franței. În 2009 avea o populație de 560 de locuitori.

## Evoluția populației
| An        | 1975 | 1982 | 1990 | 1999 | 2006 | 2009 |
| --------- | ---- | ---- | ---- | ---- | ---- | ---- |
| Populație | 557  | 583  | 611  | 593  | 578  | 560  |